# Disque Blu-ray enregistrable
Disque Blu-ray enregistrable, en anglais Blu-ray Disc recordable (abrégé en BD-R), comprend les deux formats de disques optiques Blu-ray enregistrable avec un graveur de Blu-ray : Les disques BD-R qui sont enregistrable (recordable) une unique fois et les disques BD-RE qui sont réinscriptibles (re-recordable) et peuvent être effacés et enregistrés plusieurs fois. Leurs capacités de stockage est de 25 Go pour un disque simple couche et 50 Go pour un double couche.
En septembre 2009, des graveurs de Blu-ray enregistrables allant jusqu'à une vitesse de gravure de 8 fois ont fait leur apparition.
Il existe également depuis 2010 des BD-R XL et BD-RE XL (parfois nommés TL par les fabricants de graveurs) qui sont des médias à 3 couches d'une capacité de 100Go. La dernière évolution consiste en une 4ème couche pour des médias dits BD-R QL d'une capacité de 128Go.
Un autre type de BD-R a fait son apparition, les BD-R LTH, il s'agit d'une variante du BD-R classique mais fabriqué avec un dye organique comme le sont les CD et DVD. Son coût de production est moindre, et en conséquence son prix de vente l'est également, mais il garde les mêmes propriétés que les BD-R classiques.